# Bruingevlekte spookkreeft
De bruingevlekte spookkreeft (Caprella equilibra) is een vlokreeftensoort uit de familie van de spookkreeftjes. De wetenschappelijke naam van de soort is voor het eerst geldig gepubliceerd in 1818 door Say.

## Beschrijving
De bruingevlekte spookkreeft vertoont weinig gelijkenis met andere vlokreeften. De kop is gedeeltelijk versmolten met het eerste en tweede thoracale segment, waardoor een kopborststuk ontstaat. Het lichaam is slank, cilindrisch, langwerpig en niet afgeplat. De eerste en tweede thoracale segmenten dragen respectievelijk de maxillipedes en gnathopoden (voedingsaanhangsels), de derde draagt gnathopoden en de zesde, zevende en achtste dragen goed ontwikkelde pereopoden (looppoten). De overige thoracale segmenten en de kleine abdominale segmenten dragen rudimentaire aanhangsels. De uiteinden van sommige aanhangsels hebben grijphaken om zich aan het substraat te hechten. De mannelijke bruingevlekte spookkreeft is ongeveer 22 mm lang, terwijl het vrouwtje ongeveer half zo groot is.